# 施塔德莱恩
施塔德莱恩是德国巴伐利亚州的一个市镇。总面积10.55平方公里，总人口573人，其中男性292人，女性281人（2011年12月31日），人口密度54人/平方公里。